# Armarium

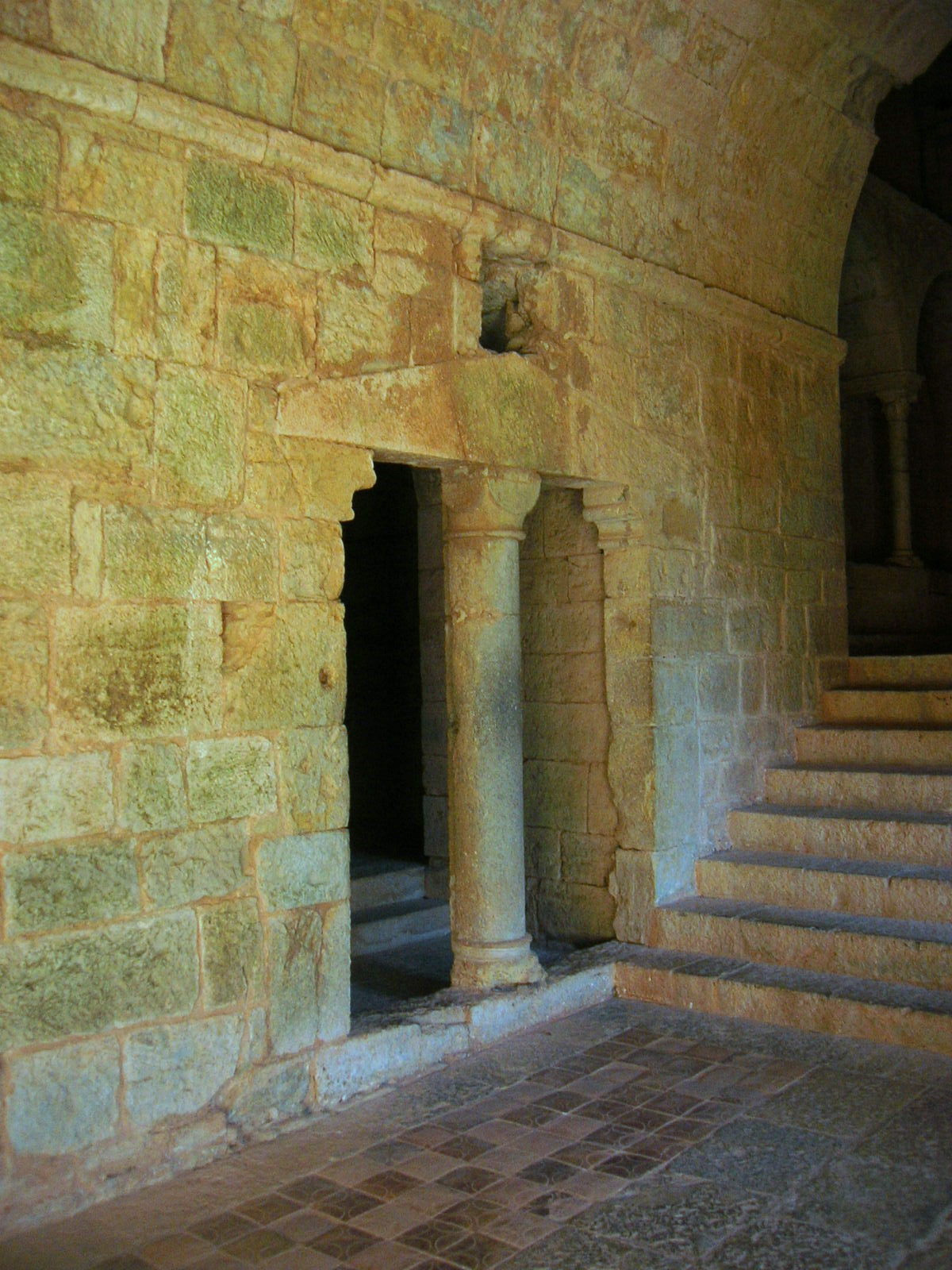
L'armarium de l'abbaye du Thoronet : une baie double est surmontée d'un linteau monolithique en bâtière porté par une colonne centrale dont les feuillures recevaient les vantaux d'une porte disparue. Elle donne accès à une pièce voûtée en berceau plein cintre.

L’armarium (latin pour armoire), est une niche ou une armoire murale servant à ranger des objets, dans les églises, les abbayes ou les maisons. L'augmentation du nombre de volumes dans les grandes abbayes conduit à la transformation de ces armaria-niches en chambrettes plus profondes recevant des manuscrits sur trois faces, et constituant des embryons de bibliothèque. La capacité de ces pièces se trouvant limitée par l'accroissement du nombre de livres, de véritables bibliothèques  (les scriptoria) sont créées.

## Usages de l’armarium

### Dans les églises
L’armarium est destiné au rangement des objets liturgiques, aménagé dans les murs du sanctuaire ou du presbyterium. 

### Dans les monastères

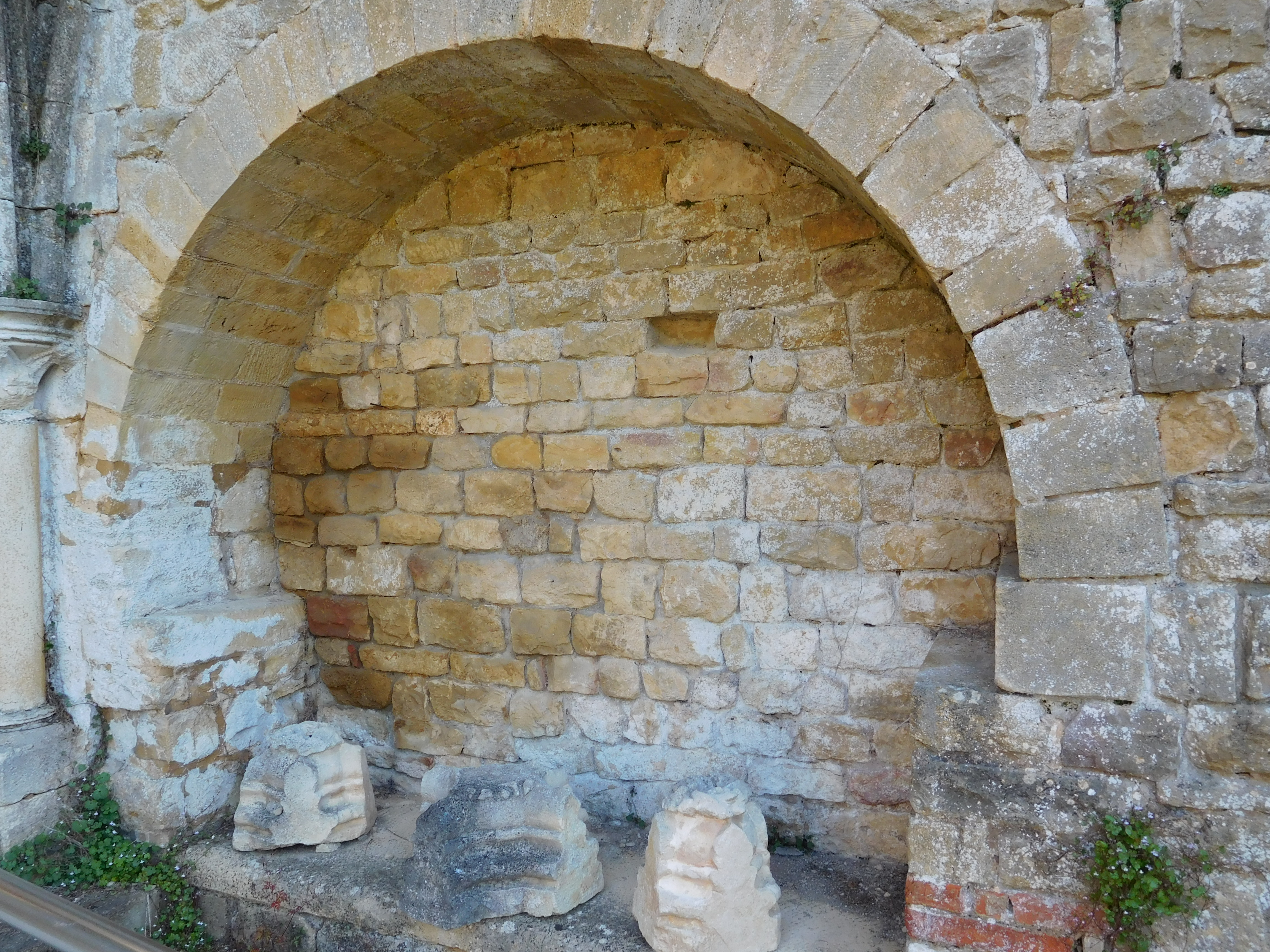
Armarium de l'ancienne abbaye d'Orval.

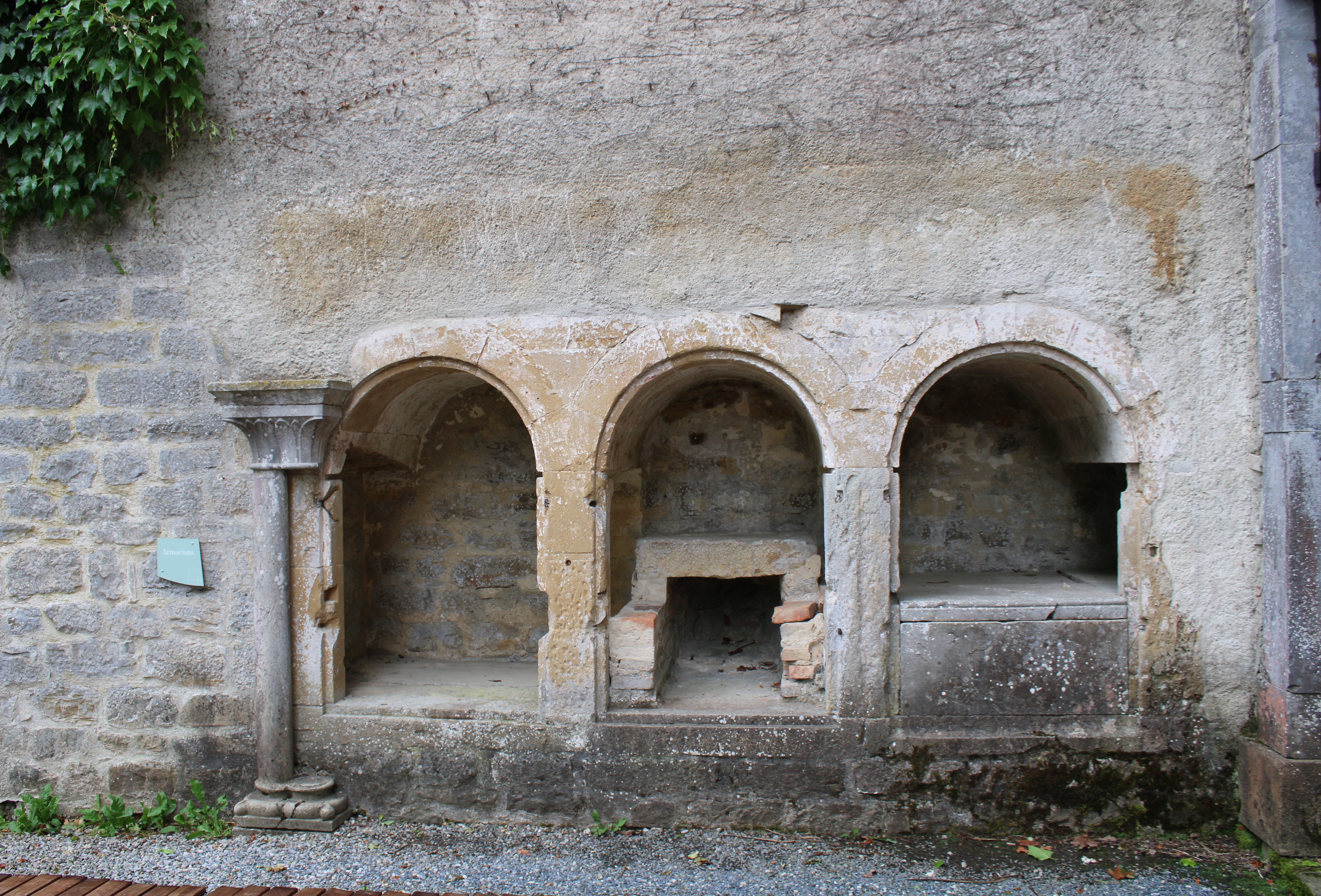
L'armarium de l'abbaye de l'Escaladieu (Hautes-Pyrénées) est constitué de trois arcades géminées supportées par un soubassement.

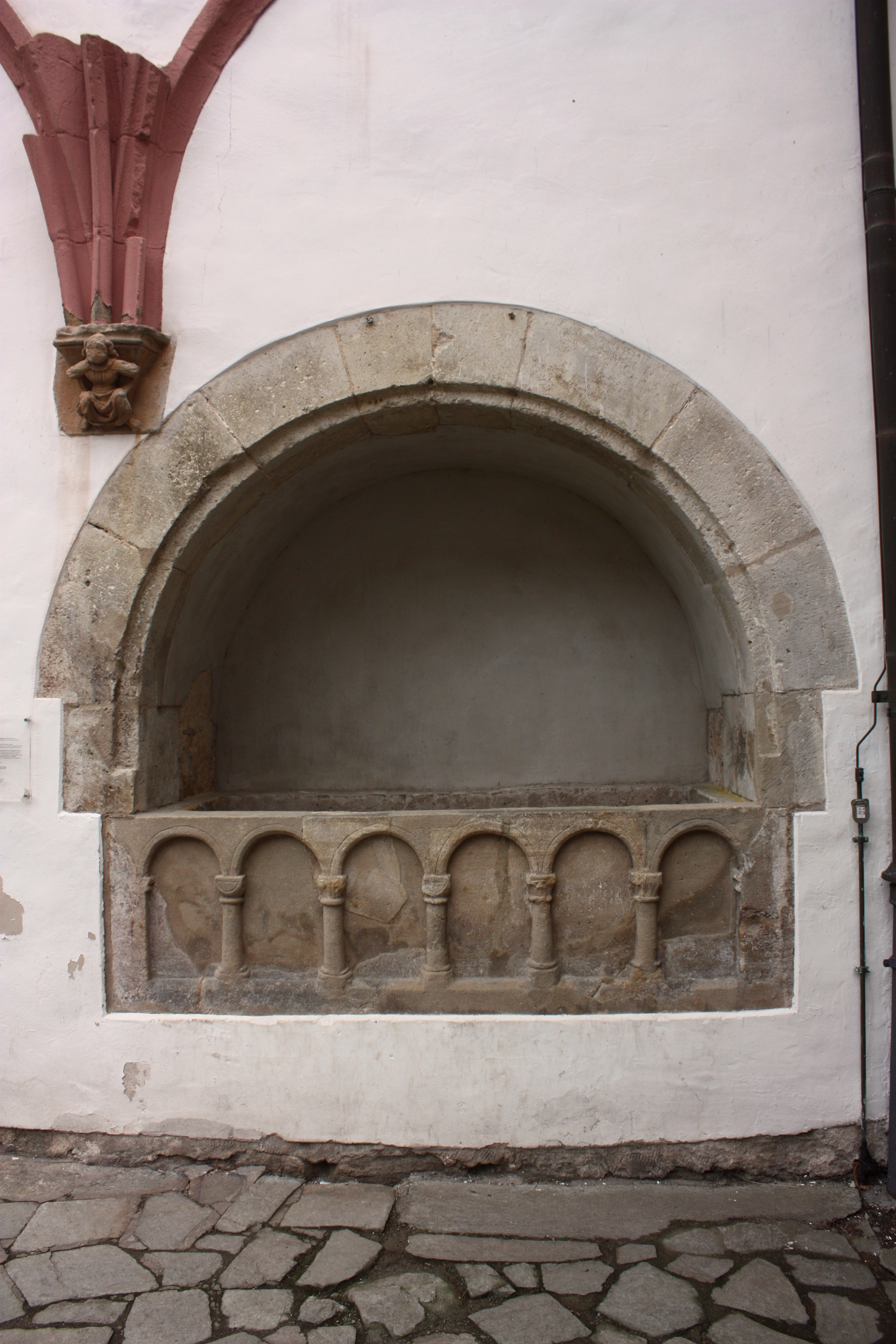
Dans l'abbaye d'Eberbach, la création d'une bibliothèque entraîne la reconversion de l'armarium en enfeu.

Dans les monastères, l’armarium claustri sert au rangement des volumes. La niche est creusée dans un mur de la « galerie du collatio » du cloître, avec des rainures latérales destinées à recevoir les rayonnages à livres. Les dimensions relativement modestes de l'armarium-niche originel témoignent de la rareté des livres au Moyen Âge central. La renaissance carolingienne entraîne un accroissement du nombre de volumes dans les grandes abbayes, ce qui conduit à sa transformation en pièce magasin à livres. Dans l’architecture cistercienne ancienne, c'est une pièce de petite dimension qui se trouve entre l’église abbatiale et la salle du chapitre et donne directement dans le cloître où sont rangés les livres lus par les moines. L’armarium comporte souvent un placard de rangement extérieur, à proximité immédiate de la porte d’entrée de l’église.
Les moines qui empruntent ces livres les utilisent pour leurs offices liturgiques ou les lisent durant les lectio divina, assis sur les bancs de pierre qui bordent les murs du cloître. Le chantre, responsable de l'armarium, doit le tenir fermé pendant les heures de travail, les repas, les vêpres et le sommeil de la nuit. 
L’armarium est à distinguer du scriptorium (parfois appelé bibliothèque), pièce beaucoup plus grande, et se trouvant de l’autre côté du cloître, qui est un lieu de travail et d’étude : au Moyen Âge, les manuscrits y étaient assidûment recopiés. Le scriptorium (bibliothèque) contenait souvent plusieurs milliers de livres et s’enrichissait au fil des temps. Tous les domaines de la connaissance y étaient cultivés et non pas uniquement les sciences ecclésiastiques : livres de médecine, de géométrie, de musique, d’astrologie, et des classiques latins tels Aristote, Ovide, Horace ou Platon. Trop petit et devenu dès lors sans utilité, l'armarium est alors transformé ou muré.
Citation : Guerric d'Igny abbé cistercien du XIIe siècle encouragea ses moines : « Tous les livres que vous lisez sont autant de jardins où vous vous promenez »

### Dans les maisons
L’armarium est le plus souvent une armoire murale, un aménagement fréquent dans les maisons médiévales servant au rangement des objets. Dans les inventaires, il n'apparaît comme le lieu contenant les objets mentionnés. Par contre ce mot apparaît souvent dans des prix-faits de travaux de construction.